# Escudo de l'Hospitalet (escultura)
Escudo de l'Hospitalet (en catalán: Escut de l'Hospitalet), también conocido como La pinza (en catalán: La pinça), es una escultura realizada por Josep Maria Subirachs en 1974. Se encuentra en Hospitalet de Llobregat, en la confluencia entre la plaza de Ca n'Escorça con las calles de Santa Eulalia y Riera Blanca, justo en la entrada a la ciudad desde Barcelona —de hecho, la acera de la calle Riera Blanca situada frente a la escultura pertenece administrativamente a Barcelona—. Es conocida popularmente como La pinza por su similitud con una pinza de tender la ropa.
Esta obra está inscrita como Bien Cultural de Interés Local (BCIL) en el Inventario del Patrimonio Cultural catalán con el código IPA-20634.

## Autor
Josep Maria Subirachs fue escultor, pintor, grabador, escenógrafo y crítico de arte, nacido en 1927 y fallecido en 2014. Destacó especialmente en la escultura, pero también en otras técnicas como la pintura, el dibujo, el grabado, el cartel, el tapiz, la ilustración de libros, el diseño de joyas y la acuñación de medallas. También realizó numerosas escenografías para prestigiosos montajes de obras de teatro y ballet. Igualmente, ejerció de profesor de arte y, en el terreno teórico, fue escritor y colaborador en revistas y periódicos, crítico de arte y conferenciante en universidades y academias de todo el mundo. En su larga trayectoria pasó por diversas fases —mediterránea, expresionista, abstracta, nueva figuración—, períodos casi siempre caracterizados por las formas geométricas, las líneas rectas y angulosas, y las texturas rugosas.

## Obra

Escudo de Hospitalet de Llobregat

Esta obra pertenece a la etapa neofigurativa de Subirachs, iniciada hacia 1965 después de un período marcado por la abstracción, que sin embargo no es una figuración realista, sino estilizada y de corte expresionista, que remarca especialmente el componente simbólico de la forma y pretende trascender la realidad, no imitarla. Pese a todo, esta obra recuerda alguna de las realizaciones abstractas de Subirachs de los años 1960, de la etapa llamada «de las penetraciones y las tensiones» —según denominación de José Corredor Matheos—, caracterizada por el empleo de cuñas encajadas con tornillos y tirantes de hierro, o de piezas tensadas con cables o cuerdas, en ensamblajes que jugaban con la materia y el espacio, con elementos opuestos como materia y forma, gravitación y contrapeso, vacío y lleno, horizontal y vertical.

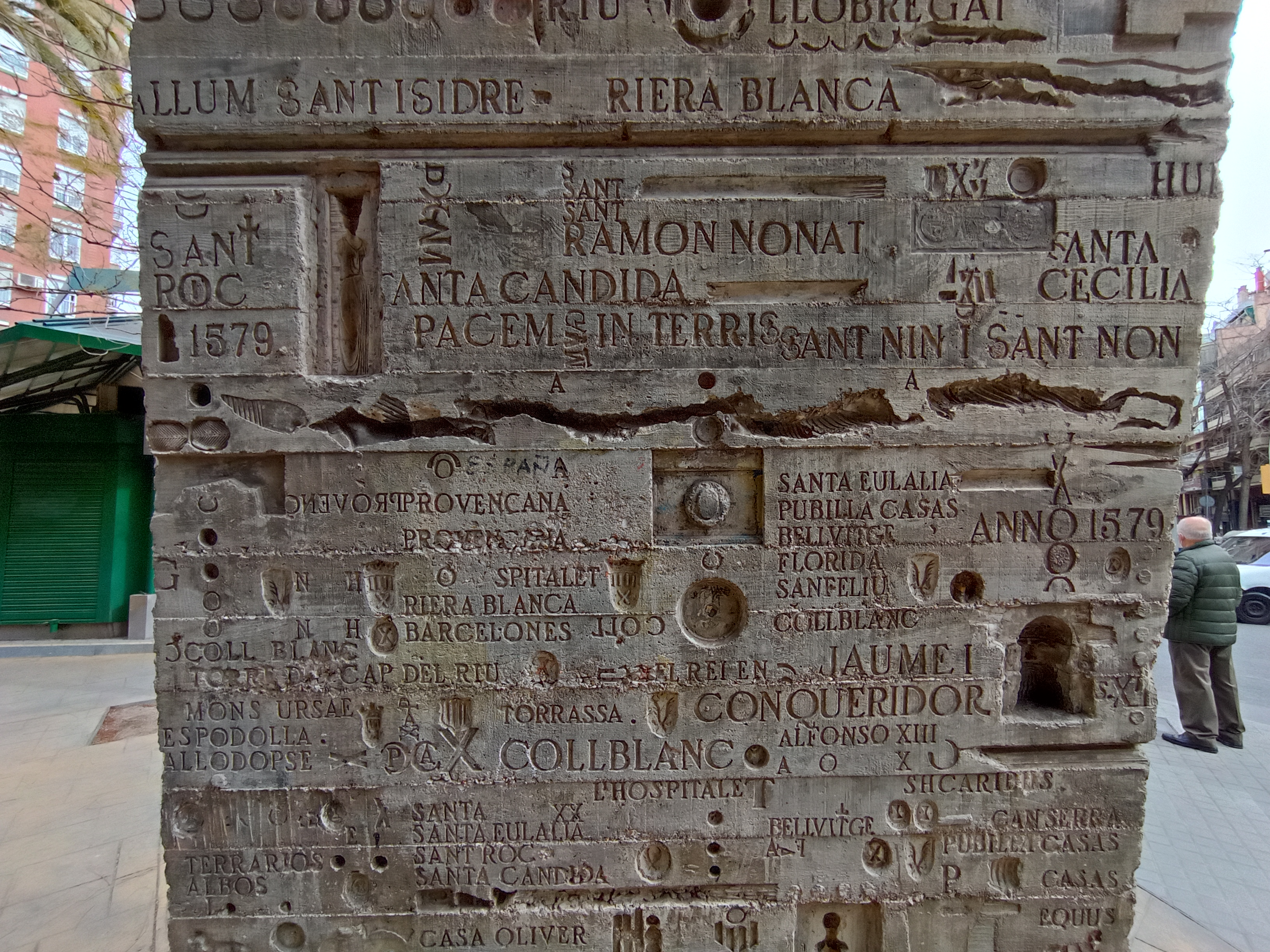
Detalle del interior con algunas de las inscripciones alusivas a Hospitalet

Esta realización se enmarca en una serie de obras encaminadas por el autor a la reivindicación identitaria, la evocación de la historia y cultura de Cataluña, que recreó constantemente en su obra, ya que según declaraciones suyas «me gustaría ser un artista que ayudase a crear los símbolos de identidad de mi país». Así, en su obra abundan los monumentos de carácter nacionalista, como el Homenaje a la Resistencia Catalana (1981), el Monumento al restablecimiento de la Generalidad de Cataluña (1982), el Monumento al milenario de Cataluña (1990), los realizados en homenaje a personajes catalanes o a diversas poblaciones catalanas, como Barcelona, Hospitalet o Manresa.
La escultura es un monumento dedicado al escudo de Hospitalet, formado por el siguiente blasón: «escudo embaldosado truncado: 1º de argén, un sautor o cruz de Santa Eulalia plena de gules, 2º de oro, cuatro palos de gules. Por timbre una corona mural de ciudad». Santa Eulalia fue una mártir natural de Barcelona que fue crucificada en una cruz en forma de aspa hacia el año 303; es la patrona de la ciudad de Hospitalet. El artista recreó la cruz mediante dos bloques verticales de cemento encofrado, sobre los que situó cuatro bloques también de cemento de color rojo que representan las cuatro barras de la bandera catalana, encajados como cuñas en la parte superior de la cruz.
Por su cara interna, la cruz está grabada con múltiples símbolos e inscripciones alusivos a la historia de Hospitalet, como nombres de barrios, escudos, iglesias, edificios y personajes vinculados con la ciudad. Refleja así otra de las constantes en la obra del escultor: la presencia de letras y números, como símbolo de la comunicación y del progreso intelectual.
La obra está firmada: Subirachs. 1974, según idea de 1963.
El monumento fue inaugurado el 26 de abril de 1975 por el alcalde Vicente Capdevila.